# Giochi delle isole dell'Oceano Indiano
I Giochi delle isole dell'Oceano Indiano (in francese: Jeux des îles de l'océan Indien) sono una manifestazione multisportiva, promossa dal Comitato Olimpico Internazionale, che ha luogo tra le isole dell'Oceano Indiano.

## Storia

### Triangulaire
Un precedente alla manifestazione odierna è stato il Tournoi triangulaire de l'Océan Indien (in italiano: Torneo triangolare dell'Oceano Indiano) che includeva soltanto le delegazioni sportive calcistiche di Madagascar, Mauritius e Riunione. Il torneo annuale è stato disputato dal 1947 al 1958 ed in via eccezionale nel 1963.

### Giochi delle isole dell'Oceano Indiano
I Giochi sono stati promossi nel 1974 dal Comitato Olimpico Regionale di Riunione allo scopo di coinvolgere tutte le nazioni dell'Oceano Indiano in una manifestazione multisportiva. Cinque paesi (Comore, Mauritius, Riunione, Seychelles e Sri Lanka) parteciparono alla creazione dell'evento e della Carta dei Giochi, stabilendo la frequenza dei giochi ad ogni quattro anni. Nel 1976, lo IOC acconsentì alla manifestazione che si sarebbe dovuta chiamare Giochi dell'Oceano Indiano. Nome poi cambiato nell'odierno con la prima edizione disputata nel 1979 a Saint-Denis.
L'obiettivo della manifestazione è quello di contribuire la cooperazione regionale nello sviluppo dello sport, oltre che a portare i valori propri dei Giochi olimpici come l'amicizia e la comprensione e accettazione reciproca tra popoli e nazioni diverse. Inoltre ha lo scopo di creare un evento regionale che possa avere ripercussioni e sviluppi positivi sul territorio organizzatore.

## Paesi partecipanti
Le isole Rodrigues e Agalega partecipano da sempre con le Mauritius. Il Madagascar non ha partecipato all'edizione del 1979. Le Comore non hanno partecipato all'edizione 2015. Mayotte non ha partecipato fino al 2003, quando insieme a Riunione ha costituendo la delegazione della Francia dell'Oceano Indiano. Lo Sri Lanka, inizialmente tra i paesi promotori della manifestazione, non ha mai preso parte ai Giochi.
- Comore
- Madagascar
- Maldive
- Mauritius
- Mayotte
- La Riunione
- Seychelles

## Edizioni
| Anno | Edizione | Date                     | Sede         | n° paesi | Discipline | Note   |
| ---- | -------- | ------------------------ | ------------ | -------- | ---------- | ------ |
| 1979 | I        | 25 agosto - 1º settembre | Saint-Denis  | 5        | 12         | [ 2 ]  |
| 1985 | II       | 24 agosto - 1º settembre | Curepipe     | 6        | 13         | [ 3 ]  |
| 1990 | III      | 24 agosto - 2 settembre  | Antananarivo | 6        | 14         | [ 4 ]  |
| 1993 | IV       | 20 agosto - 29 agosto    | Victoria     | 6        | 13         | [ 5 ]  |
| 1998 | V        | 7 agosto - 15 agosto     | Saint-Denis  | 6        | 15         | [ 6 ]  |
| 2003 | VI       | 29 agosto - 7 settembre  | Moka         | 6        | 13         | [ 7 ]  |
| 2007 | VII      | 9 agosto - 19 agosto     | Antananarivo | 7        | 15         | [ 8 ]  |
| 2011 | VIII     | 5 agosto - 14 agosto     | Victoria     | 7        | 12         | [ 9 ]  |
| 2015 | IX       | 1º agosto - 8 agosto     | Saint-Denis  | 7        | 14         | [ 9 ]  |
| 2019 | X        | 19 - 28 luglio           | Port Louis   | 7        | 14         | [ 10 ] |
| 2023 | XI       | 24 agosto - 3 settembre  | Antananarivo | 7        | 19         | [ 11 ] |

## Sport
Atletica leggera
 Badminton
 Calcio
 Ciclismo
 Judo
 Karate
 Lotta
 Nuoto
 Pallacanestro
 Pallamano
 Pallavolo
 Pugilato
 Pétanque
 Rugby
 Sollevamento pesi
 Taekwondo
 Tennis
 Tennis tavolo
 Vela

## Medagliere
Aggiornato ai giochi del 2015
| Posiz. | Nazione     | Oro | Argento | Bronzo | Totale |
| ------ | ----------- | --- | ------- | ------ | ------ |
| 1      | La Riunione | 584 | 534     | 461    | 1579   |
| 2      | Mauritius   | 405 | 462     | 504    | 1371   |
| 3      | Madagascar  | 353 | 339     | 371    | 1063   |
| 4      | Seychelles  | 214 | 201     | 240    | 655    |
| 5      | Comore      | 4   | 11      | 48     | 63     |
| 6      | Mayotte     | 2   | 8       | 9      | 19     |
| 7      | Maldive     | 1   | 7       | 14     | 22     |

Le medaglie del 2003 della Francia dell'Oceano Indiano sono accreditate a Riunione.